# ISO 3166-2:SO
ISO 3166-2
ISO 3166-2:SO é a entrada no ISO 3166-2, parte da norma ISO 3166 publicada pela Organização Internacional para Padronização (ISO), que define o códigos para os nomes das principais subdivisões da Somália (cujo código ISO 3166-1 alfa-2 é SO).
Atualmente, são atribuídos códigos a 18 regiões. Cada código começa com  SO , seguido por duas letras.

## Códigos atuais
Códigos e nomes de subdivisões estão listados como no padrão oficial publicada pela ISO 3166 Maintenance Agency (ISO 3166/MA). Clique no botão no cabeçalho da coluna para classificar cada um.
| Código | Nome subdivisão   |
| ------ | ----------------- |
| SO-AW  | Awdal             |
| SO-BK  | Bakool            |
| SO-BN  | Banaadir          |
| SO-BR  | Bari              |
| SO-BY  | Bay               |
| SO-GA  | Galguduud         |
| SO-GE  | Gedo              |
| SO-HI  | Hiiraan           |
| SO-JD  | Jubbada Dhexe     |
| SO-JH  | Jubbada Hoose     |
| SO-MU  | Mudug             |
| SO-NU  | Nugaal            |
| SO-SA  | Sanaag            |
| SO-SD  | Shabeellaha Dhexe |
| SO-SH  | Shabeellaha Hoose |
| SO-SO  | Sool              |
| SO-TO  | Togdheer          |
| SO-WO  | Woqooyi Galbeed   |